# William E. Casselman
William E. Casselman II (* 1941) ist ein US-amerikanischer Jurist, der unter anderem von 1974 bis 1975 Rechtsberater des Weißen Hauses (White House Counsel) war.

## Leben
William E. Casselman II begann nach dem Schulbesuch ein Studium im Fach Governance am Claremont McKenna College in Claremont, welches er 1963 mit einem Bachelor of Arts (BA Government) beendete. Er war zwischen 1965 und 1969 Assistent für Gesetzgebungsangelegenheiten im Stab von Robert McClory, der für die Republikanische Partei Mitglied des US-Repräsentantenhauses für Illinois war. Er absolvierte zudem ein Studium der Rechtswissenschaften an der Juristischen Fakultät (Law School) der George Washington University und schloss dieses 1968 mit einem Juris Doctor (J.D.) ab. Er erhielt daraufhin seine Zulassung zum Rechtsanwalt bei der Anwaltskammer von Virginia (Virginia Bar Association) und war von 1969 bis 1971 stellvertretender Sonderassistent für Beziehungen zum US-Kongress beim Stabschef des Weißen Hauses sowie danach zwischen 1971 und 1973 Chefrechtsberater der General Services Administration (GSA), eine am 1. Juli 1949 unabhängige Behörde der US-Bundesregierung zur Unterstützung und Verwaltung der verschiedenen Bundesbehörden. Als solcher nahm er an zahlreichen Anhörungen im US-Repräsentantenhaus und US-Senat teil. 1972 erhielt er auch die anwaltliche Zulassung für den Hauptstadtbezirk Washington, D.C. (District of Columbia Bar).
Nachdem er zwischen 1973 und 1974 Rechtsberater von Vizepräsident Gerald Ford war, wurde Casselmann nach dessen Amtsantritt als US-Präsident am 9. August 1974 als Nachfolger von Leonard Garment neuer Rechtsberater des Weißen Hauses (White House Counsel). Er bekleidete dieses Amt bis zu seinem Rücktritt am 19. September 1975. Daraufhin wurde Philip W. Buchen, der ebenfalls seit dem 9. August 1974 Rechtsberater war, am 1. Oktober 1975 alleiniger Rechtsberater des Weißen Hauses.
1975 wurde er als Rechtsanwalt zudem am US Supreme Court zugelassen, dem Obersten Gerichtshof der Vereinigten Staaten. Nach seinem Ausscheiden aus dem Regierungsdienst war er zwischen 1975 und 1979 Partner der Anwaltskanzlei Ambrose & Casselman sowie von 1982 bis 1984 Partner der 1912 gegründeten Anwaltskanzlei Dorsey & Whitney. 1985 war er kurzzeitig für die Anwaltskanzlei Popham, Haik, Schnobrich & Kaufman und wurde danach als sogenannter „Of Counsel“ externer Fachrechtsberater der Anwaltskanzlei Stairs, Dillenbeck, Finley & Rendon. Er war zudem Vorstandsmitglied von Advanced Concepts Technologies.